# Cottonwood (Texas)
Cottonwood és una ciutat dels Estats Units a l'estat de Texas. Segons el cens del 2000 tenia 181 habitants.

## Demografia
Segons el cens del 2000, Cottonwood tenia 181 habitants, 65 habitatges, i 54 famílies. La densitat de població era de 45,1 habitants/km².
Dels 65 habitatges en un 41,5% hi vivien nens de menys de 18 anys, en un 76,9% hi vivien parelles casades, en un 4,6% dones solteres, i en un 15,4% no eren unitats familiars. En el 13,8% dels habitatges hi vivien persones soles el 7,7% de les quals corresponia a persones de 65 anys o més que vivien soles. El nombre mitjà de persones vivint en cada habitatge era de 2,78 i el nombre mitjà de persones que vivien en cada família era de 3,05.
Per edats la població es repartia de la següent manera: un 28,7% tenia menys de 18 anys, un 5% entre 18 i 24, un 34,8% entre 25 i 44, un 23,8% de 45 a 60 i un 7,7% 65 anys o més.
L'edat mediana era de 36 anys. Per cada 100 dones de 18 o més anys hi havia 92,5 homes.
La renda mediana per habitatge era de 50.625 $ i la renda mediana per família de 57.500 $. Els homes tenien una renda mediana de 46.250 $ mentre que les dones 26.563 $. La renda per capita de la població era de 23.189 $. Aproximadament el 6,5% de les famílies i el 13,4% de la població estaven per davall del llindar de pobresa.

## Poblacions més properes
El següent diagrama mostra les poblacions més properes.